# Jan Dąbrowski (duchowny)
Jan Dąbrowski (ur. 27 stycznia 1810 w Bodzentynie koło Kielc, zm. 21 stycznia 1887 w Nietulisku koło Ostrowca Świętokrzyskiego) – polski duchowny katolicki, działacz narodowy, pedagog.
Studiował teologię w seminarium duchownym w Sandomierzu i Warszawie, w 1833 przyjął święcenia kapłańskie. Pracował jako wikariusz w Opocznie i Wzdole, w latach 1836–1843 był profesorem (od 1840 także wicerektorem) seminarium duchownego w Sandomierzu. W 1843 został proboszczem w Kiełczynie, w 1846 przeszedł na probostwo w Kunowie, gdzie od 1856 był także dziekanem. Znany był jako organizator manifestacji o charakterze religijno-patriotycznym. Uczestniczył w powstaniu styczniowym. Po powstaniu został zesłany na Syberię, w latach 1864–1871 przebywał w guberniach orenburskiej i ufimskiej. Po powrocie władze rosyjskie uniemożliwiły mu pracę duszpasterską.
Napisał Pamiętnik (...) wygnańca, proboszcza z Kunowa, opublikowany w pracy J. Wiśniewskiego Udział księży z diecezji sandomierskiej w powstaniu styczniowym 1863 roku (1927). W zbiorach biblioteki sandomierskiego seminarium znajduje się również niewydany skrypt Historia Kościoła polskiego. Wykłady dla alumnów seminarium sandomierskiego.